# Golfo de Sacalina

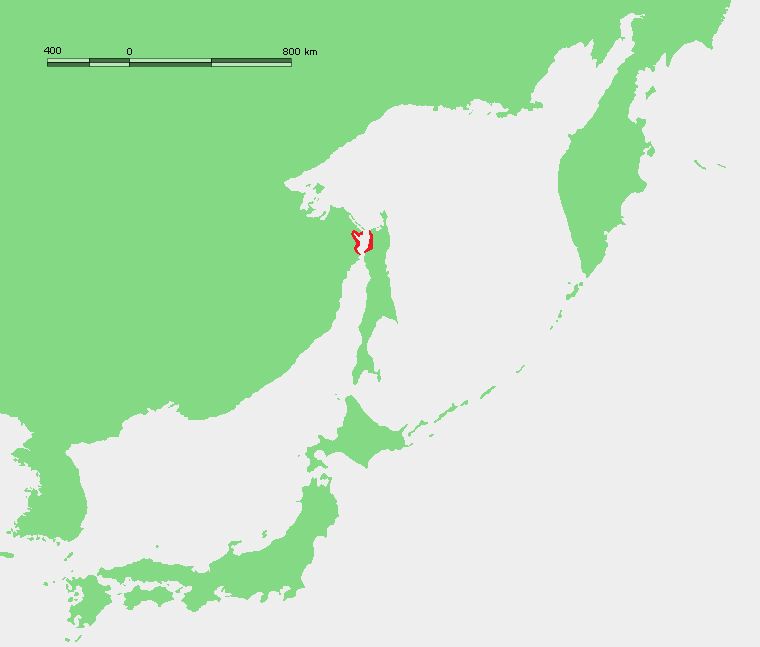
Localização do Golfo de Sacalina no Mar de Okhotsk.

O golfo de Sacalina (em russo:  Сахалинский залив) é um golfo no mar de Ocótsqui entre a Rússia continental (a norte da foz do rio Amur) e a ponta norte de Sacalina. O comprimento do golfo atinge 160 km. Fica coberto por gelo de novembro a junho.